# Lawrence Daniel Huculak
brasão
Lawrence Daniel Huculak OSBM (Vernon, Canadá, 25 de janeiro de 1951) é um ministro canadense e arcebispo greco-católico ucraniano de Winnipeg.
Lawrence Daniel Huculak nasceu na pequena cidade canadense de Vernon em 1951. Na idade de 18, Huculak entrou na Ordem Basiliana de St. Josaphat Kunzewitsch com. Fez sua primeira profissão em 3 de setembro de 1972. Após a profissão perpétua em 26 de junho de 1977, foi ordenado sacerdote em 28 de agosto de 1977 pelo Bispo de New Westminster, Jeronim Isidor Chimy OSBM.
Foi nomeado bispo da Eparquia Greco-Católica Ucraniana de Edmonton em 16 de dezembro de 1996. Em 3 de abril de 1997, o Arcebispo de Winnipeg, Michael Bzdel CSsR, o consagrou bispo. Os co-consagradores foram o Bispo de New Westminster, Severian Stefan Yakymyshyn, e o Bispo de Saskatoon, Cornelius John Pasichny. A entronização ocorreu em 6 de abril de 1997 em Edmonton.
Lawrence Daniel Huculak foi nomeado arcebispo de Winnipeg em 9 de janeiro de 2006. A cerimônia de entronização ocorreu em 11 de fevereiro de 2006.
Lawrence Daniel Huculak foi o principal consagrador nas ordenações episcopais de Kenneth Anthony Adam Nowakowski, Daniel Kozelinski Netto e Bryan Joseph Bayda, e co-consagrador nas ordenações de Paul Patrick Chomnycky e David Motiuk.
Em 8 de julho de 2020, o Papa Francisco o nomeou membro do Pontifício Conselho para o Diálogo Inter-religioso.